# Агобард
Агобард (на латински: Agobardus) е испански духовник.
Роден е около 779 година, вероятно в Каталония, малко преди завладяването ѝ от Каролингската империя. Към 792 година отива в Лион, където през 804 година е ръкоположен за свещеник и става близък сътрудник на епископ Лейдард, когото наследява през 814 година. Агобард е първият Лионски епископ, който получава архиепископска титла. Той е активен антисемит и политически противник на Лудвиг Благочестиви, като неколкократно подкрепя бунтовете на сина му Лотар, за което през 835 – 838 година е отстранен от поста си.
Агобард умира в Сент на 6 юни 840 година. Почитан е като светец, като паметта му се отбелязва на 6 юни.